# Nikolaj Ivanovič Andrusov
Nikolaj Ivanovič Andrusov (rusky Николай Иванович Андрусов, ukrajinsky Микола Іванович Андрусов; 19. prosince 1861, Oděsa – 27. dubna 1924, Praha) byl ukrajinský geolog, stratigraf a paleontolog, člen Ruské akademie věd.

## Život a činnost
Narodil se v Oděse, tehdy součásti Ruského impéria. Studoval geologii a zoologii na Novoruské univerzitě v Oděse. Poté cestoval po Rusku a Střední Evropě, kde sbíral fosilie.

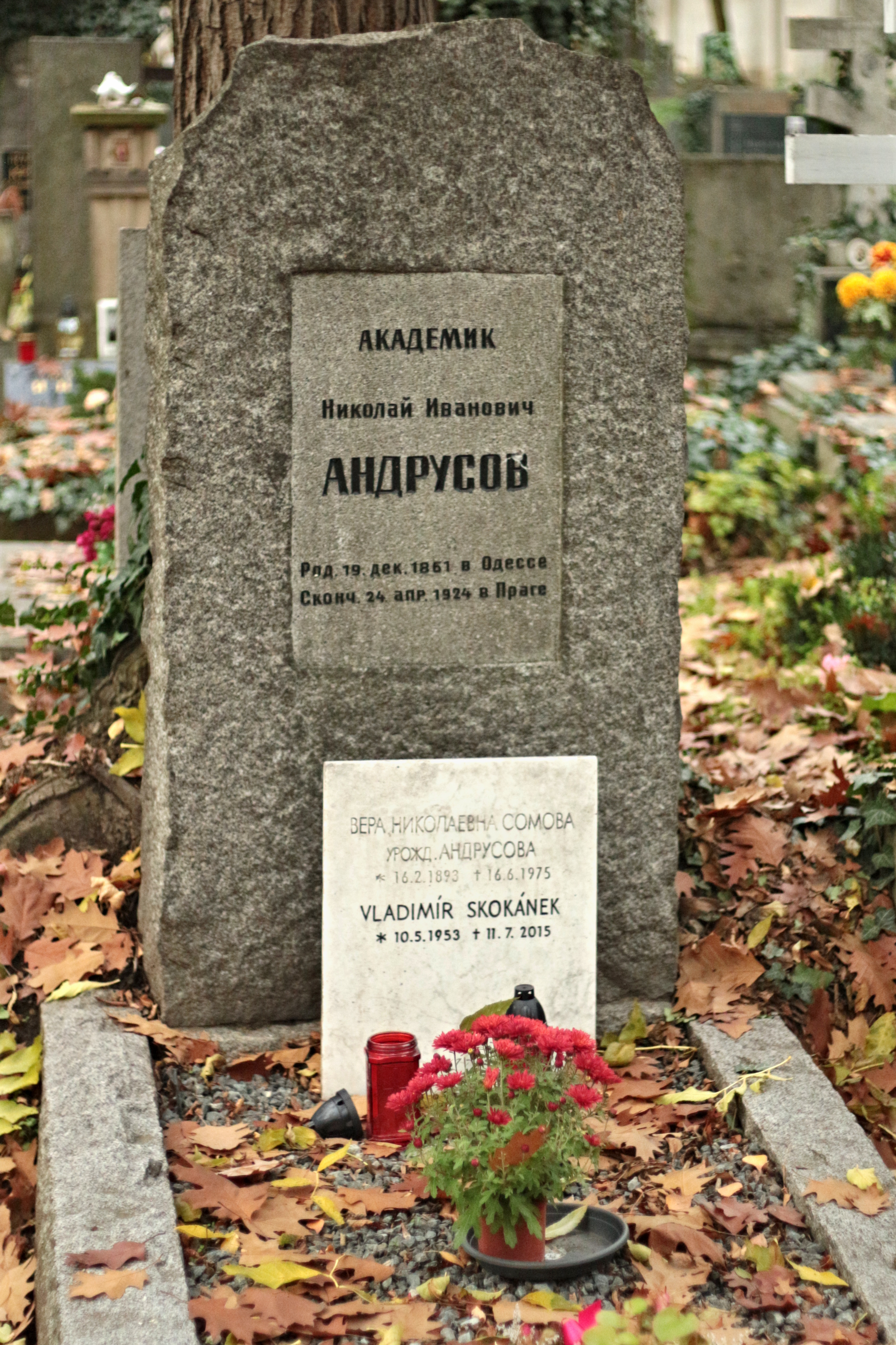
Hrob Nikolaje Andrusova v Praze na Olšanech

Při expedici „Challenger“ v letech 1872–1876 studoval procesy na mořském dně. V roce 1889 vydal zápisky z této expedice v Gorném žurnalu (Hornické listy). Později se věnoval studiu geologie a sedimentů v Pontokaspické stepi.
V letech 1890–1891 se účastnil expedice Ruské zeměpisné společnosti, která se zabývala výzkumem v hluboké vodě Černého moře. Tato expedice odhalila výskyt sulfanů v nižších polohách Černého moře. Andrusov jako první přišel s myšlenkou, že tato substance vznikla biologickým rozkladem živých mikroorganismů (bakterií) obsahujících siřičité sloučeniny.
V roce 1899 se oženil Nadeždou Genrichovnou Schliemannovou, dcerou slavného archeologa Heinricha Schliemanna. V roce 1905 se stal profesorem Kyjevské univerzity. V roce 1914 se stal členem Ruské akademie věd.

## Závěr života
Když se v roce 1919 se dověděl o úmrtí svého staršího syna utrpěl mozkovou mrtvici, která způsobily ochrnutí jedné strany těla. V roce 1920 odjel na léčení do Francie, kde také převzal dědictví po svém tchánovi. V roce 1922 se z materiálních důvodů přestěhoval do Prahy, kde roku 1924 zemřel. Byl pochován na pravoslavném hřbitově v Praze-Olšanech.

## Odkaz
Také jeho syn, Dimitrij Andrusov, se stal významným geologem a členem Slovenské akademie věd.
Po Andrusovovi je pojmenováno dorsum Dorsa Andrusov (systém hřbetů a vrás) na povrchu Měsíce a Andrusovův hřbet ve Středočernomořské výšině.